# 蒂埃里·布特森
蒂埃里·馬克·布特森（法語：Thierry Marc Boutsen，1957年7月13日—）是一位前賽車手，曾效力於一級方程式賽車的飛箭、班尼頓、威廉斯、利基爾及喬丹車隊。他參加過164場世界錦標賽大獎賽（163次起步）、贏得3座分站冠軍、15次站上頒獎台及獲得132分生涯積分。他在世界車手積分榜上的最佳名次是1988年效力於班尼頓時期的第四名。他在1996年獲得利曼24小時耐力賽級別冠軍和總亞軍。

## 外部連結
- Boutsen Aviation官方網站